# Crisóforo Chiñas
Crisóforo Chiñas är en ort i Mexiko.   Den ligger i kommunen Tenosique och delstaten Tabasco, i den sydöstra delen av landet, 800 km öster om huvudstaden Mexico City. Crisóforo Chiñas ligger 31 meter över havet och antalet invånare är 353.
Terrängen runt Crisóforo Chiñas är platt åt nordost, men åt sydväst är den kuperad. Terrängen runt Crisóforo Chiñas sluttar norrut. Runt Crisóforo Chiñas är det ganska glesbefolkat, med 26 invånare per kvadratkilometer. Närmaste större samhälle är Tenosique de Pino Suárez, 6,6 km öster om Crisóforo Chiñas. Omgivningarna runt Crisóforo Chiñas är en mosaik av jordbruksmark och naturlig växtlighet.